# کدگذاری چرچ
در علوم رایانه، کدگذاری چرچ (انگلیسی: Church encoding) شیوه‌ای برای نمایش دادگان و عمل‌گرها در حساب لامبدا است. در این شیوه، داده‌ها و عمل‌گرها یک ساختار ریاضی تشکیل می‌دهند که در حساب لامبدا قابل بیان است. مثلاً، شماره‌های چرچ نمایشی از اعداد طبیعی با استفاده از نمادگذاری لامبدا هستند. این کدگذاری به یاد مبدع آن آلونزو چرچ نام‌گذاری شده است.
جملاتی که معمولاً در دیگر نمادگذاری‌ها ابتدایی حساب می‌شوند (مثل اعداد صحیح، اعداد بولی، زوج‌ها، فهرست‌ها و مقادیر چندگانهٔ برچسب‌دار) در کدگذاری چرچ به یک تابع مرتبه‌بالا تبدیل می‌شوند. تز چرچ-تورینگ ادعا می‌کند که هر عمل‌گر محاسبه‌پذیری (به همراه عمل‌وندهایش) در کدگذاری چرچ قابل نمایش است.